# Morée
Morée és un municipi francès, situat al departament del Loir i Cher i a la regió de Centre – Vall del Loira. L'any 2007 tenia 1.073 habitants.

## Demografia

### Població
El 2007 la població de fet de Morée era de 1.073 persones. Hi havia 450 famílies, de les quals 131 eren unipersonals (37 homes vivint sols i 94 dones vivint soles), 196 parelles sense fills, 115 parelles amb fills i 8 famílies monoparentals amb fills.
La població ha evolucionat segons el següent gràfic:
Habitants censats

### Habitatges
El 2007 hi havia 658 habitatges, 454 eren l'habitatge principal de la família, 154 eren segones residències i 50 estaven desocupats. 592 eren cases i 30 eren apartaments. Dels 454 habitatges principals, 368 estaven ocupats pels seus propietaris, 77 estaven llogats i ocupats pels llogaters i 9 estaven cedits a títol gratuït; 3 tenien una cambra, 27 en tenien dues, 93 en tenien tres, 163 en tenien quatre i 169 en tenien cinc o més. 359 habitatges disposaven pel capbaix d'una plaça de pàrquing. A 223 habitatges hi havia un automòbil i a 168 n'hi havia dos o més.

### Piràmide de població
La piràmide de població per edats i sexe el 2009 era:
| Homes | Edats   | Dones |
| ----- | ------- | ----- |
| 0     | 95 o +  | 8     |
| 8     | 90 a 94 | 16    |
| 20    | 85 a 89 | 44    |
| 12    | 80 a 84 | 24    |
| 40    | 75 a 79 | 40    |
| 32    | 70 a 74 | 32    |
| 48    | 65 a 69 | 32    |
| 28    | 60 a 64 | 40    |
| 12    | 55 a 59 | 28    |
| 44    | 50 a 54 | 24    |
| 20    | 45 a 49 | 24    |
| 40    | 40 a 44 | 32    |
| 20    | 35 a 39 | 28    |
| 32    | 30 a 34 | 24    |
| 12    | 25 a 29 | 24    |
| 12    | 20 a 24 | 12    |
| 16    | 15 a 19 | 24    |
| 20    | 10 a 14 | 28    |
| 28    | 5 a 9   | 8     |
| 24    | 0 a 4   | 20    |

## Economia
El 2007 la població en edat de treballar era de 553 persones, 395 eren actives i 158 eren inactives. De les 395 persones actives 363 estaven ocupades (192 homes i 171 dones) i 31 estaven aturades (13 homes i 18 dones). De les 158 persones inactives 74 estaven jubilades, 40 estaven estudiant i 44 estaven classificades com a «altres inactius».

### Ingressos
El 2009 a Morée hi havia 475 unitats fiscals que integraven 1.069 persones, la mediana anual d'ingressos fiscals per persona era de 17.371 €.

### Activitats econòmiques
Dels 62 establiments que hi havia el 2007, 1 era d'una empresa extractiva, 3 d'empreses alimentàries, 1 d'una empresa de fabricació de material elèctric, 2 d'empreses de fabricació d'altres productes industrials, 11 d'empreses de construcció, 12 d'empreses de comerç i reparació d'automòbils, 6 d'empreses de transport, 2 d'empreses d'hostatgeria i restauració, 3 d'empreses financeres, 2 d'empreses immobiliàries, 6 d'empreses de serveis, 10 d'entitats de l'administració pública i 3 d'empreses classificades com a «altres activitats de serveis».
Dels 22 establiments de servei als particulars que hi havia el 2009, 3 eren oficines d'administració d'Hisenda pública, 1 oficina de correu, 2 oficines bancàries, 2 tallers de reparació d'automòbils i de material agrícola, 1 autoescola, 3 paletes, 1 guixaire pintor, 1 fusteria, 1 lampisteria, 3 electricistes, 1 perruqueria, 2 restaurants i 1 agència immobiliària.
Dels 7 establiments comercials que hi havia el 2009, 1 era un hipermercat, 2 fleques, 2 carnisseries, 1 una sabateria i 1 una joieria.
L'any 2000 a Morée hi havia 17 explotacions agrícoles que ocupaven un total de 1.690 hectàrees.

## Equipaments sanitaris i escolars
El 2009 hi havia 1 farmàcia i 2 ambulàncies.
El 2009 hi havia una escola elemental integrada dins d'un grup escolar amb les comunes properes formant una escola dispersa. Morée disposava d'un col·legi d'educació secundària amb 307 alumnes.

## Poblacions més properes
El següent diagrama mostra les poblacions més properes.